# Sumur (Ketapang)
Sumur is een bestuurslaag in het regentschap Lampung Selatan van de provincie Lampung, Indonesië. Sumur telt 5110 inwoners (volkstelling 2010).